# Thamnobryum pendulirameum
Thamnobryum pendulirameum là một loài Rêu trong họ Neckeraceae. Loài này được (Müll. Hal.) S. He miêu tả khoa học đầu tiên năm 1997.